# Peterbos
La cité du Peterbos est un quartier se situant au nord de la commune d'Anderlecht (Région de Bruxelles-Capitale) et constitue l'une des plus grandes cités de logements sociaux de la région. Le site s'étend sur 17,1 hectares et se présente sous forme d’une cité immeubles-tours. Malgré une forte concentration de logements sociaux, le quartier comprend de nombreux espaces verts, notamment au sein du parc de Peterbos. Il constitue un parc habité, un urbanisme en ordre ouvert, où aucun des immeubles n’est véritablement à front de rue ou dans l’alignement avec des dégagements visuels dans un cadre verdurisé. 

## Situation
Encerclé du dernier morceau du boulevard Shakespeare, du boulevard Groenickx-de-May ainsi que des rues de l'Agronome et Willemyns, il est le point culminant d'Anderlecht. En outre, il se situe à moins d’un kilomètre du parc Astrid et du parc du Scheutbos. Le Peterbos jouxte le Westland Shopping Center, qui est l'un des plus grands centres commerciaux de Belgique. Le périmètre est également constitué d’un petit linéaire de maisons mitoyennes le long de la rue Willemyns. On retrouve un ensemble scolaire (néerlandophone et francophone) du réseau de l'enseignement libre subventionné (Maria Asumpta et Ecole Notre-Dame).

## Description
La commune d’Anderlecht possède depuis 1935 une régie foncière. Il faut savoir qu’à l’époque, Anderlecht s’arrêtait environ au Rond-Point du Meir (en s’étendant aussi le long de la chaussée de Mons). À l’exception de la cité-jardin de  Moortebeek, toute la partie ouest n’était donc pas urbanisée. Le site du Peterbos naît donc en 1958 à l'initiative du Foyer Anderlechtois et est utilisé comme étude de cas pour illustrer de quelle façon un ensemble de constructions hautes pourrait être développé de manière durable.  
Avec ses 18 tours d'habitations et ses 1624 logements en rupture avec le tissu urbain traditionnel. Les derniers immeubles ont été livrés à la Société immobilière de service public fin des années 1970. Les allées du Peterbos sont en cul-de-sac, elles n'ont pas de nom propre, mais identifiées par les numéros des blocs d'immeubles de 1-18. 

### Sociologie et contrat de quartier
Les opérations de production de logements sociaux sont assez malheureusement concentrées, ce qui résulte des problèmes sociaux important par cette grande densité. Ajoutant le contexte que les locataires sociaux ont un profil socio-économique particulièrement vulnérable sont en situation d'exclusion sociale. Le quartier figure parmi les quartiers les plus pauvres de Bruxelles et rassemble une population confrontée à des difficultés sociales (48,5 % de sans-emploi en 2012). Depuis 2022, la cité fait l'objet d'un contrat de quartier. Lequel prévoit notamment le réaménagement des espaces publics et de nombreuses activités, afin de redynamiser les lieux. Les contrats de quartier sont par ailleurs reconnus internationalement comme un outil de rénovation urbaine extrêmement valable abordant des rénovations lourdes de tout le patrimoine immobilier construit.

### Infrastructure
La passerelle du Peterbos est une passerelle métallique qui relie la cité et le parc du Peterbos en remplacement d'une ancienne passerelle en bois lamellé-collé, construite au début des années 1980,.

### Trafic de drogue
Selon Le Monde, le Peterbos est devenu le principal lieu de trafic de drogue de Bruxelles. En 2024, le bourgmestre d'Anderlecht, Fabrice Cumps, a comparé le quartier à un « drive-in de la drogue »,.

## Quartiers limitrophes
- Quartier du Broeck (au Sud)
- Quartier de Scheutveld (à l'Est)
- Quartier de Moortebeek (à l'Ouest/au Nord)